# ثباتية ضوئية
الثباتية الضوئية هي خاصة تتسم بها الملوّنات مثل الأصبغة والخضب، وهي تصف مقدار ثباتيتها تجاه أن تصبح باهتة بأثر الضوء، وخاصة أشعة الشمس.
تخضع المكونات الكيميائية للملونات إلى جهد نتيجة أثر أشعة الشمس، وخاصة الأشعة فوق البنفسجية، إذ تحفز حدوث تفاعلات كيميائية، وخاصة تفاعلات التفكك الضوئي بالإضافة إلى تفاعلات الأكسدة والاختزال.